# بيت مراد (شرس)

تعديل مصدري - تعديل

بيت مراد هي إحدى قرى عزلة بيت قدم بمديرية شرس التابعة لمحافظة حجة، بلغ تعداد سكانها 34 نسمة حسب تعداد اليمن لعام 2004.